# Négyzetteljes számok
A négyzetteljes szám, hatványteljes szám, 2-teljes szám (powerful number) olyan m pozitív egész, aminek minden p prímosztójára igaz, hogy p2 is osztója m-nek. Ezzel ekvivalens definíció, hogy prímtényezős felbontásában minden prímtényező legalább második hatványon van, illetve hogy egy teljes négyzet és egy teljes köb szorzata – felírható tehát m = a2b3 alakban, ahol a és b pozitív egészek.
Erdős Pál és Szekeres György tanulmányozta ezeket a számokat, amiknek Solomon W. Golomb adta a powerful nevet (ami angolul hatalmasat is jelent).
Az 1 és 1000 közötti négyzetteljes számok listája:
1, 4, 9, 16, 25, 27, 32, 36, 49, 64, 81, 100, 108, 121, 125, 128, 144, 169, 196, 200, 216, 225, 243, 256, 288, 289, 324, 343, 361, 392, 400, 432, 441, 484, 500, 512, 529, 576, 625, 648, 675, 676, 729, 784, 800, 841, 864, 900, 961, 968, 972, 1000, ... (A001694 sorozat az OEIS-ben).
Az olyan hatványteljes számot, ami nem teljes hatvány, Achilles-számnak nevezik.

## A két definíció egyenértékűsége
Ha m = a2b3, akkor minden prím, ami az a prímtényezős felbontásában szerepel, legalább 2 kitevővel megjelenik m prímtényezős felbontásában is, és minden prím, ami a b prímtényezős felbontásában megjelenik, legalább 3 kitevővel megjelenik m prímtényezős felbontásában; ezért m négyzetteljes.
Megfordítva: tegyük fel, hogy m négyzetteljes, prímtényezős felbontása pedig
{\displaystyle m=\prod p_{i}^{\alpha _{i}},}
ahol mindegyik αi ≥ 2.  Legyen γi 3, ha αi páratlan, egyébként 0; legyen továbbá βi = αi - γi.  Ekkor βi minden esetben nemnegatív páratlan egész, γi pedig minden esetben 0 vagy 3, tehát
{\displaystyle m=(\prod p_{i}^{\beta _{i}})(\prod p_{i}^{\gamma _{i}})=(\prod p_{i}^{\beta _{i}/2})^{2}(\prod p_{i}^{\gamma _{i}/3})^{3}}
adja az m felbontását egy négyzetszám és egy köbszám szorzatára.
Kevésbé formálisan: tekintve m prímtényezős felbontását, legyen b az m szám páratlan kitevőjű prímtényezőinek a szorzata (ha nincs ilyen, legyen b = 1). Mivel m négyzetteljes szám, ezért minden páratlan kitevőjű prímtényezőjének legalább 3 a kitevője, így m/b3 egész szám lesz. Ráadásul, m/b3 minden prímtényezőjének páros lesz a kitevője, tehát m/b3 teljes négyzet, legyen tehát ez a2; ekkor m = a2b3. Egy konkrét példa:

{\displaystyle m=21600=2^{5}\times 3^{3}\times 5^{2}\,,}
{\displaystyle b=2\times 3=6\,,}
{\displaystyle a={\sqrt {\frac {m}{b^{3}}}}={\sqrt {2^{2}\times 5^{2}}}=10\,,}
{\displaystyle m=a^{2}b^{3}=10^{2}\times 6^{3}\,.}
Az m = a2b3 ilyen kiszámolásából következik az a tulajdonság, hogy b is négyzetmentes, és egyértelműen meghatározott.

## Matematikai tulajdonságuk
A négyzetteljes számok Dirichlet-generátorsorozata
{\displaystyle {\frac {\zeta (2s)\zeta (3s)}{\zeta (6s)}}\ },
így a négyzetteljes számok reciprokösszege konvergál
{\displaystyle \prod _{p}\left(1+{\frac {1}{p(p-1)}}\right)={\frac {\zeta (2)\zeta (3)}{\zeta (6)}}={\frac {315}{2\pi ^{4}}}\zeta (3)}-hoz,
ahol p a prímeken fut végig, ζ(s) a Riemann-féle zéta-függvény, ζ(3) pedig az Apéry-konstans (Golomb, 1970).
Jelölje k(x) a négyzetteljes számok számát az [1,x] intervallumban. Ekkor k(x) arányos x négyzetgyökével. Precízebben:
{\displaystyle cx^{1/2}-3x^{1/3}\leq k(x)\leq cx^{1/2},c=\zeta (3/2)/\zeta (3)=2,173\cdots } (Golomb, 1970).
A két legkisebb, egymást követő hatványteljes szám a 8 és a 9. Mivel az x2 − 8y2 = 1 Pell-egyenletnek végtelen sok egész megoldása van, végtelen sok egymást követő hatványteljes szám létezik (Golomb, 1970). (A001694 sorozat az OEIS-ben)
Általánosabban, az egymást követő hatványteljes számok a hasonló x2 − ny2 = ±1 Pell-egyenlet bármely teljes köb n-re történő megoldásával találhatók meg. Azonban, a két hatványteljes szám egyikének négyzetszámnak kell lennie. Guy szerint Erdős feltette a kérdést, hogy vajon létezik-e végtelen sok olyan egymást követő hatványteljes számpáros (mint a 233, 2332132), melynek egyik tagja sem négyzetszám. Jaroslaw Wroblewski megmutatta, hogy valóban, végtelen sok ilyen páros létezik, hiszen a 33c2+1=73d2 egyenletnek végtelen sok megoldása van. Erdős, Mollin és Walsh sejtése szerint nem létezik három, egymást követő hatványteljes szám.

## Négyzetteljes számok összegei és különbségei
Minden páratlan szám felírható egymást követő négyzetszámok különbségeként: (k + 1)2 = k2 + 2k + 1, tehát (k + 1)2 − k2 = 2k + 1. Hasonlóan, 4 bármely többszöröse felírható kettő különbségű számok négyzeteinek különbségeként: (k + 2)2 − k2 = 4k + 4. Azonban egy egyszeresen páros szám (tehát ami 2-vel osztható, de 4-gyel nem), nem fejezhető ki négyzetszámok különbségeként. Ezután felmerül a kérdés, hogy az egyszeresen páros számok közül melyek fejezhetők ki négyzetteljes számok különbségeként. Golomb megvizsgált néhány ilyen felírást:
2 = 33 − 52
10 = 133 − 37
18 = 192 − 73 = 32(33 − 52).
Azt sejtették, hogy a 6 nem fejezhető ki ilyen módon, és Golomb azt a sejtést is tette, hogy végtelen sok olyan egész szám létezik, ami nem fejezhető ki négyzetteljes számok különbségeként. Narkiewicz azonban megmutatta, hogy a 6 is végtelen sok módon kifejezhető, pl.
6 = 5473 − 4632,
McDaniel pedig megmutatta, hogy minden egész számnak végtelen sok ilyen reprezentációja létezik (McDaniel, 1982).
Erdős sejtése szerint minden elegendően nagy egész szám kifejezhető legfeljebb három négyzetteljes szám összegeként; ezt Roger Heath-Brown 1987-ben igazolta.

## Általánosítása
Általánosabban, tekintsük azokat az egészeket, melyeknek az összes prímtényezője legalább k kitevővel szerepel. Az ilyen egész számokat nevezzük k-hatványteljes számnak vagy k-teljes számnak.
A következő számtani sorozat
(2k+1 − 1)k,  2k(2k+1 − 1)k,   (2k+1 − 1)k+1
k-teljes számokból áll. Továbbá, ha a1, a2, ..., as k-teljes számok d különbségű számtani sorozata, akkor
a1(as + d)k,  
a2(as + d)k, ..., as(as + d)k, (as + d)k+1
s + 1 darab számtani sorozatot alkotó k-teljes szám lesz.
A k-teljes számokkal kapcsolatos a következő azonosság:
ak(al + ... + 1)k + ak + 1(al + ... + 1)k + ... + ak + l(al + ... + 1)k = ak(al + ... +1)k+1.
Ez végtelen sok olyan k-teljes számokból álló szám-l+1-est ad, melyek összege is k-teljes. Nitaj megmutatta, hogy az x+y=z egyenletnek végtelen sok megoldása létezik a relatív prím 3-teljes számok között (Nitaj, 1995). Cohn a következő módon konstruált végtelen megoldáscsaládot az x+y=z relatív prím 3-teljes számokra: a következő triplet
X = 9712247684771506604963490444281, Y = 32295800804958334401937923416351, Z = 27474621855216870941749052236511
megoldása a 32X3 + 49Y3 = 81Z3 egyenletnek. Konstruálhatunk egy másik megoldást, ha vesszük az X′ = X(49Y3 + 81Z3), Y′ = −Y(32X3 + 81Z3), Z′ = Z(32X3 − 49Y3) és elhagyjuk a közös osztót.

## Fordítás
- Ez a szócikk részben vagy egészben a Powerful number című angol Wikipédia-szócikk ezen változatának fordításán alapul.  Az eredeti cikk szerkesztőit annak laptörténete sorolja fel. Ez a jelzés csupán a megfogalmazás eredetét és a szerzői jogokat jelzi, nem szolgál a cikkben szereplő információk forrásmegjelöléseként.